# John Kani
John Kani (New Brighton, Kelet-Fokföld, 1942. augusztus 30. –) Tony-díjas dél-afrikai színész, rendező, drámaíró.
T'Chaka megformálásáról ismert a Marvel-moziuniverzum filmjeiben. Elsőként az Amerika Kapitány: Polgárháború (2016), majd a Fekete Párduc (2018) című szuperhősfilmekben alakította a szereplőt. 
2019-ben Rafiki szerepében tűnt fel Az oroszlánkirály című zenés filmdrámában, továbbá a Gyagyás gyilkosság című filmvígjátékban kapott fontosabb szerepet.

## Élete és pályafutása
Kani New Brightonban született. A fia Atandwa szintén színész.

## Filmográfia

### Film
| Év   | Magyar cím                     | Eredeti cím                           | Szerep                   | Magyar hang     |
| ---- | ------------------------------ | ------------------------------------- | ------------------------ | --------------- |
| 1978 | A vadlibák                     | The Wild Geese                        | Jesse Blake őrmester     | Dányi Krisztián |
| 1980 |                                | Marigolds in August                   | Melton                   |                 |
| 1981 |                                | Killing Heat                          | Moses                    |                 |
| 1987 |                                | Saturday Night at the Palace          | September                |                 |
| 1987 |                                | An African Dream                      | Khatana                  |                 |
| 1989 | Eladom az életem               | Options                               | Jonas Mabote             | Kránitz Lajos   |
| 1989 | Forrongó évszak                | A Dry White Season                    | Julius                   |                 |
| 1989 |                                | The Native Who Caused All the Trouble | Tselilo Mseme            |                 |
| 1992 |                                | Sarafina!                             | iskolaigazgató           |                 |
| 1995 |                                | Soweto Green: This Is a 'Tree' Story  | Dr. Curtis Tshabalala    |                 |
| 1996 | Ragadozók                      | The Ghost and the Darkness            | Samuel                   | Háda János      |
| 1996 | Ragadozók                      | The Ghost and the Darkness            | Samuel                   | Vass Gábor      |
| 1997 |                                | Kini and Adams                        | Ben                      |                 |
| 1998 |                                | The Tichborne Claimant                | Bogle                    |                 |
| 2001 |                                | Final Solution                        | Peter Lekota tiszteletes |                 |
| 2007 |                                | The Bird Can't Fly                    | Stone                    |                 |
| 2008 | Láncra vert igazság            | Nothing but the Truth                 | Sipho                    |                 |
| 2009 | Végjáték                       | Endgame                               | Oliver Tambo             |                 |
| 2010 |                                | White Lion                            | öreg Gisani              |                 |
| 2011 | Coriolanus                     | Coriolanus                            | Cominius tábornok        | Papp János      |
| 2011 |                                | How to Steal 2 Million                | Julius Twala Snr.        |                 |
| 2012 |                                | Jail Caesar                           | Marius                   |                 |
| 2016 |                                | The Suit (rövidfilm)                  | Mr. Maphikela            |                 |
| 2016 | Amerika Kapitány: Polgárháború | Captain America: Civil War            | T'Chaka király           | Papp János      |
| 2018 | Fekete Párduc                  | Black Panther                         | T'Chaka király           | Papp János      |
| 2019 | Gyagyás gyilkosság             | Murder Mystery                        | Ulenga tábornok          | Faragó András   |
| 2019 | Az oroszlánkirály              | The Lion King                         | Rafiki (hangja)          | Konrád Antal    |
| 2021 | A rettenthetetlen Fóka csapat  | Seal Team                             | Brick (hangja)           |                 |
| 2023 | Gyagyás gyilkosság 2.          | Murder Mystery 2                      | Ulenga tábornok          | Faragó András   |
| 2024 | Mufasa: Az oroszlánkirály      | Mufasa: The Lion King                 | Rafiki (hangja)          | Konrád Antal    |

### Televízió
| Év   | Magyar cím      | Eredeti cím                        | Szerep             | Megjegyzések                             |
| ---- | --------------- | ---------------------------------- | ------------------ | ---------------------------------------- |
| 1974 |                 | BBC2 Playhouse                     | Styles / Buntu     | 1 epizód                                 |
| 1978 |                 | Play for Today                     | George O'Brien     | 1 epizód                                 |
| 1985 |                 | Master Harold...and the Boys       | Willie             | tévéfilm                                 |
| 1986 | Miss Julie      | Miss Julie                         | John               | - tévéfilm - magyar hangja: - Vass Gábor |
| 1989 |                 | Othello                            | Othello            | tévéfilm                                 |
| 1997 |                 | Kap der Rache                      | Khumalo felügyelő  | tévéfilm                                 |
| 2006 |                 | Hillside                           | Dr. Vincent Maloka | 1 epizód                                 |
| 2008 |                 | The No. 1 Ladies' Detective Agency | Daddy Bapetsi      | 1 epizód                                 |
| 2008 | A néma szemtanú | Silent Witness                     | Dr. Phiri          | 2 epizód                                 |
| 2012 |                 | iNkaba                             | Mkhuseli Mthetho   | 1 epizód                                 |
| 2015 | Wallander       | Wallander                          | Max Khulu          | 1 epizód                                 |
| 2021 | Mi lenne, ha…?  | What If...?                        | T'Chaka (hangja)   | - 2 epizód - magyar hangja: - Papp János |

## Fordítás
- Ez a szócikk részben vagy egészben  a   John Kani című angol Wikipédia-szócikk fordításán alapul.  Az eredeti cikk szerkesztőit annak laptörténete sorolja fel. Ez a jelzés csupán a megfogalmazás eredetét és a szerzői jogokat jelzi, nem szolgál a cikkben szereplő információk forrásmegjelöléseként.